# Rubus potentilloides
Rubus potentilloides là loài thực vật có hoa trong họ Hoa hồng. Loài này được W.E. Evans miêu tả khoa học đầu tiên năm 1921.